# Dumbo
Dumbo – amerykański film animowany z 1941 produkcji Walta Disneya na podstawie książki o tym samym tytule, autorstwa Helen Aberson z ilustracjami Harolda Pearla.
Film miał premierę w Polsce w kwietniu 1962 wraz z krótkometrażowym Czy wiecie, że… WFO nr 1/61.
W 2019 powstał aktorski remake filmu w reżyserii Tima Burtona.

## Fabuła
Akcja filmu toczy się w cyrku obwoźnym. Bocian przynosi słonicy Jumbo jej długo oczekiwane dziecko. Słoniątko wkrótce staje się pośmiewiskiem ze względu na parę nienaturalnie wielkich uszu, przez które zostaje przezwany Dumbo. Po jednej z zamieszek, którą prowokuje chłopiec drwiący z uszu Dumbo, słonica Jumbo zostaje rozdzielona z synem i zamknięta w klatce. Odrzucony i samotny, musi radzić sobie sam w okrutnym świecie. Dzięki pomocy i lojalności myszy Tymoteusza, zdeterminowany Dumbo odkrywa, że machając wielkimi uszami potrafi latać, dzięki czemu staje się nową gwiazdą cyrku.

## Obsada głosowa
- Edward Brophy – Tymoteusz
- Betty Noyes – pani Jumbo
- Verna Felton – przywódczyni słonic
- Herman Bing – dyrektor cyrku
- Cliff Edwards – lider wron
- James Baskett – otyła wrona
- Hall Johnson – wrona diakon
- Jim Carmichael –
  - wrona w kapelusiku,
  - wrona w okularach
- Hall Johnson Choir – wrony (śpiew)
- Sterling Holloway – bocian
- Billy Bletcher – clown
- Eddie Holden – clown
- Billy Sheets –
  - clown,
  - Joe
- The King’s Men – cyrkowi robotnicy (śpiew)
- Malcolm Hutton – chłopiec śmiejący się z Dumbo
- John McLeish – Narrator
- Margaret Wright – Casey Jr.

## Wersja polska
Opracowanie wersji polskiej: Studio Opracowań Filmów w Łodzi
Reżyseria: Jerzy Twardowski
Teksty piosenek: Joanna Kulmowa
W wersji polskiej udział wzięli:
- Irena Santor – pani Jumbo (śpiew)
- Kazimierz Brusikiewicz –
  - Bocian,
  - wrona w okularach,
  - clowni
- Zofia Raciborska – chłopiec w cyrku

i inni
Lektorzy: Maria Ciesielska, Andrzej Łapicki

## Planowane i usunięte sceny
Planowane piosenki (ostatecznie nieprzygotowane, znane są tylko zapisy nutowe lub ich fragmenty):
1. „It’s spring again” (Znowu jest wiosna – zamiast „Look out for Mister Stork”)
2. „It’s circus day again” (Znowu jest dzień cyrkowy – zamiast instrumentalnego It’s circus day again / Circus Parade)
3. „Sing a song of cheese” (Piosenka miała być śpiewana przy pierwszym spotkaniu Dumbo z Timothy)
4. „Pink Elephant Polka” (Zamiast „Pink elephants on parade”, miał to być sen Dumbo)

Piosenka, do której znane jest tylko tło muzyczne – „Spread your wings” („Machaj skrzydłami”) – miała się znaleźć na początku filmu, by pokazać ideę latania, ostatecznie zastępują ją majestatyczne, eleganckie bociany. Jej słowa miały mówić „If the birds can do it, then there’s nothing to it, rise and spread your wings” („Jeśli ptaki to potrafią, to nie ma w tym nic trudnego, wznieś się i machaj skrzydłami”).
Usunięta piosenka – „Are you a man or a mouse” („Jesteś człowiekiem, czy myszą?”, na ostatnim wydanym w Polsce DVD znalazła się w dodatkach specjalnych, z napisami, zatytułowana „Człowiek tyś, czy mysz?”) – miała znaleźć się w scenie, gdy Timothy myje Dumbo, po pierwszym numerze Clownów. Timothy pocieszał w niej Dumbo i uczył gwizdania. Jednak ostatecznie została usunięta, gdyż nie pasowała do filmu w kontekście smutnej piosenki „Baby mine”, która ostatecznie znalazła się po tej scenie. W filmie Timothy pociesza Dumbo, mówiąc, że umówił się z jego mamą, że przyjdą do niej po zmierzchu na spotkanie. Tak więc „Are you...” została zastąpiona przez „Baby mine”.
Usunięta scena – „The Mouse Tail” („Opowieść myszy”, dołączona w dodatkach specjalnych na wspomnianym DVD pod tym tytułem) – Timothy opowiada w niej, dlaczego słonie boją się myszy. Usunięto, ponieważ była niepotrzebna i nie pasowała do filmu. Miała znaleźć się w filmie przy okazji spotkania Tymoteusza z Dumbem.

## Różnice między polską a oryginalną wersją językową
Piosenka „The Song of the Roustabouts” nie została przetłumaczona na język polski. Prawdopodobnie podczas polskiej premiery w 1962 roku sekwencja z nią została usunięta z filmu z powodu rasistowskiego i anty-robotniczego wydźwięku. Piosenkę wykonują czarnoskórzy robotnicy, a słowa śpiewane m.in. „We work all day, we work all night / We never learned to read or write / We're happy-hearted roustabouts” („Pracujemy noce i dnie / Nigdy się nie nauczyliśmy czytać i pisać / Jesteśmy szczęśliwymi robotnikami w cyrku”) czy „We don't know when we get our pay / And when we do, we throw our pay away” (Nie wiemy, kiedy dostaniemy wypłatę / A kiedy ją dostaniemy, to ją odrzucamy”) ukazują ich jako niewykształconych niewolników.
Podobnie jak scena, kiedy Casey Junior mówił „All aboard. Let’s go” („Wszystko załadowane. Odjazd.”) powtarzając słowa dyrektora, który mówił wcześniej to samo. Ta kwestia nie tylko nie została przetłumaczona na polski, ale w ogóle nie pojawia się w polskiej wersji dubbingu. Została zastąpiona odgłosami gwizdka. Wszystkie wymienione kwestie parowozu zostały nagrane przez Margaret Wright, przy pomocy urządzenia (vocodera) Sovonox zmieniającego głos na metaliczny, robotyczny. Prawdopodobnie część kwestii nie zostało nagranych w języku polskim z powodu braku takiej technologii. Nieprzetłumaczone zostało również imię lokomotywy – Casey Junior, które pojawia się w piosence o tym tytule. Ponieważ w polskiej wersji językowej piosenka nosi tytuł „Pa-parowóz” nie poznajemy tego imienia.
Piosenka „Happy birthday to you” kończy się słowem „you”, w polskiej wersji, podobnie jak jedna z kwestii Casey Juniora, to słowo zostało zastąpione gwizdem pociągu. W wersji anglojęzycznej również jest gwizd pociągu, ale dopiero chwilę później – w polskiej wersji gwizd jest dłuższy.

## Kontrowersje
Jako że wrony w Dumbo były pomyślane jako Afroamerykanie, film przez lata był oskarżony o rasistowski wydźwięk. Dowodem ma być to, iż lider wron nazywa się w oryginale Jim Crow, co nawiązuje do praw Jima Crowa, i jest dubbingowany przez białego aktora Cliffa Edwardsa. Jednakże samo imię nie pada w filmie i pojawiło się jedynie w scenariuszu, zaś wszystkie wrony jak i ich lider są anonimowe. Z kolei reszta wron jest grana przez czarnoskórych aktorów, wraz z materiałami referencyjnymi dla animatorów. Także ich partie wokalne wykonuje afroamerykański Hall Johnson Choir. Dodatkowo obrońcy podkreślają, iż wrony są jedynymi oprócz Tymoteusza postaciami, które wykazały współczucie dla Dumbo i to dzięki ich pomocy zyskał możliwość latania. Zwracają także uwagę, że mimo stereotypów są to jedne z najłagodniejszych animowanych przedstawień czarnoskórych w produkcjach animowanych z tego okresu, w tym Walt Disney Productions.
Niektórzy zwracają uwagę, iż dużo bardziej rasistowską sceną jest numer muzyczny „The Song of the Roustabouts” pokazująca czarnoskórych robotników cyrkowych jako analfabetów zachowujących się jak niewolnicy, zaś ich piosenkę wykonuje kwartet The King’s Men, składający się z białych wykonawców.
W 2017 roku Whoopi Goldberg w czasie odbierania tytułu Disney Legend na D23 Expo w Anaheim wyraziła zdanie, żeby The Walt Disney Company częściej umieszczał w merchandisingu wrony z filmu Dumbo.
W 2019 roku ogłoszono, że sceny z wronami zostaną wycięte na platformie Disney+. Ostatecznie film pojawił się na platformie w formie oryginalnej, jednakowo tak jak inne niektóre starsze produkcje The Walt Disney Company otrzymał planszę ostrzegającą o nieaktualnych kulturowych przedstawieniach.